# Hodgesia cairnsensis
Hodgesia cairnsensis är en tvåvingeart som beskrevs av Taylor 1919. Hodgesia cairnsensis ingår i släktet Hodgesia och familjen stickmyggor. Inga underarter finns listade i Catalogue of Life.